# الأممية الطبية الكوبية
وضعت كوبا برنامجاً، عقب الثورة الكوبية في 1959، لإرسال موظفيها الطبيين إلى الخارج، وخاصة إلى أمريكا اللاتينية وإفريقيا وأوقيانوسيا، واستقدام طلبة الطب والمرضى إلى كوبا للتدريب والعلاج على التوالي. كان لدى كوبا 42,000 عامل في هذا التعاون الدولي في 2007، موزعون في 103 دولة، منهم أكثر من 30,000 من العاملين الصحيين، بما في ذلك ما لا يقل عن 19,000 طبيب. تقدم كوبا عدداً من العاملين الطبيين للعالم النامي أكبر من مجموع دول مجموعة الثماني مجتمعة. كان للبعثات الكوبية تأثيرات محلية إيجابية كبيرة على السكان الذين تخدمهم. يُعتقد على نطاق واسع أن العاملين الطبيين هم سلعة تصدير حيوية لكوبا. وفقاً لصحيفة غرانما، وهي الصحيفة الرسمية الكوبية، انخفض عدد العاملين الطبيين الكوبيين في الخارج من 50,000 في 2015 إلى 28,000 في 2020.
أحد الانتقادات الرئيسية الموجهة إلى الأممية الطبيّة الكوبية هو أن الأطباء المعنيين الذين ترسلهم كوبا يبعثون أحياناً رغم إرادتهم، وبتعويض ضئيل أو دون تعويض مقابل خدماتهم - على نقيض المساعدات الطبية الدولية من أي دولة أخرى تقريباً.

## البعثات الخارجية

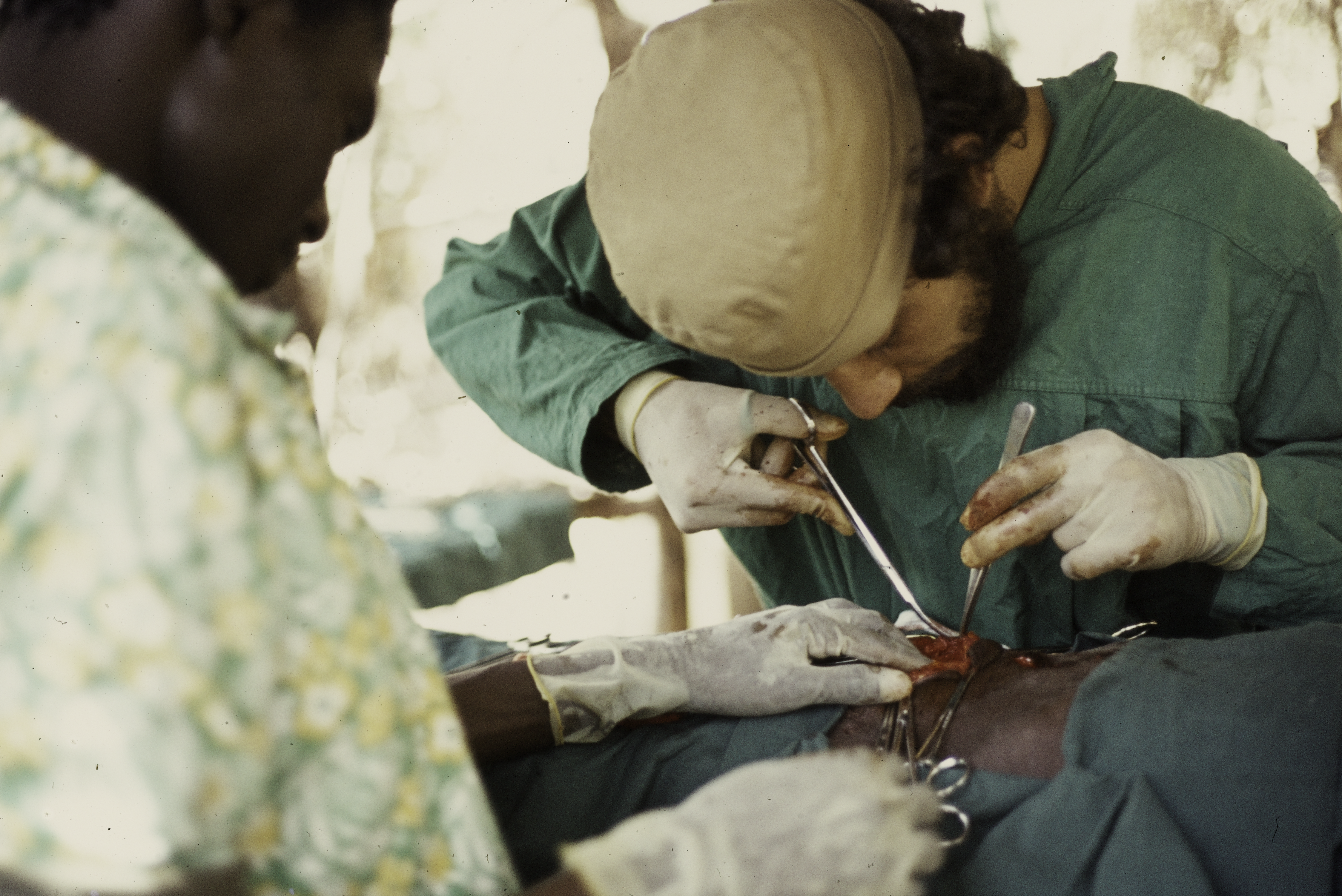
جراح كوبي يرتدي قبعة طبية يجري عملية جراحية في الهواء الطلق في غينيا بيساو لصالح حركة التحرير التابعة للحزب الأفريقي لاستقلال غينيا بيساو، 1974

استعرضت دراسة أكاديمية في 2007 تاريخ برنامج الأممية الكوبية، مشيرة إلى نطاقه الواسع: «منذ أوائل الستينيات، عمل 28,422 عاملاً صحياً كوبياً في 37 دولة في أمريكا اللاتينية، و31,181 في 33 دولة إفريقية، و7,986 في 24 دولة آسيوية. وعلى مدار أربعة عقود، أرسلت كوبا 67,000 عامل صحي إلى برامج التعاون الهيكلي، عادةً لمدة عامين على الأقل، في 94 دولة... بمعدل 3,350 عامل صحي في الخارج كل عام بين عامي 1960 و2000». قدرت الأمم المتحدة في نوفمبر 2019، أن هناك حوالي 30,000 طبيب كوبي نشط في 67 دولة. قدم أكثر من 60,0000 عامل صحي كوبي خدمات طبية في أكثر من 160 دولة منذ 1963. نشط الأطباء الكوبيون في أكثر من 60 دولة في 2020.
نشأ مصطلح «سياحة الكوارث» استجابة لعدد متزايد من الكوارث الطبيعية واسعة النطاق. تشير العبارة إلى الأفراد والحكومات والمنظمات التي تسافر إلى منطقة الكارثة بهدف أساسي هو الحصول على «تجربة» بدلاً من تقديم مساعدة ذات مغزى. غالباً ما تكون هذه المساعدة قصيرة الأجل، وقد تعيق جهود الإنقاذ الأكثر جدية. تمثل النزعة الأممية الطبيّة الكوبية نقيضاً تاماً لفكرة سياحة الكوارث، مع التركيز على المساعدات المستدامة واسعة النطاق التي تستهدف السكان الأكثر تهميشاً ونقصاً في الخدمات في جميع أنحاء العالم.

### مناهضة الاستعمار

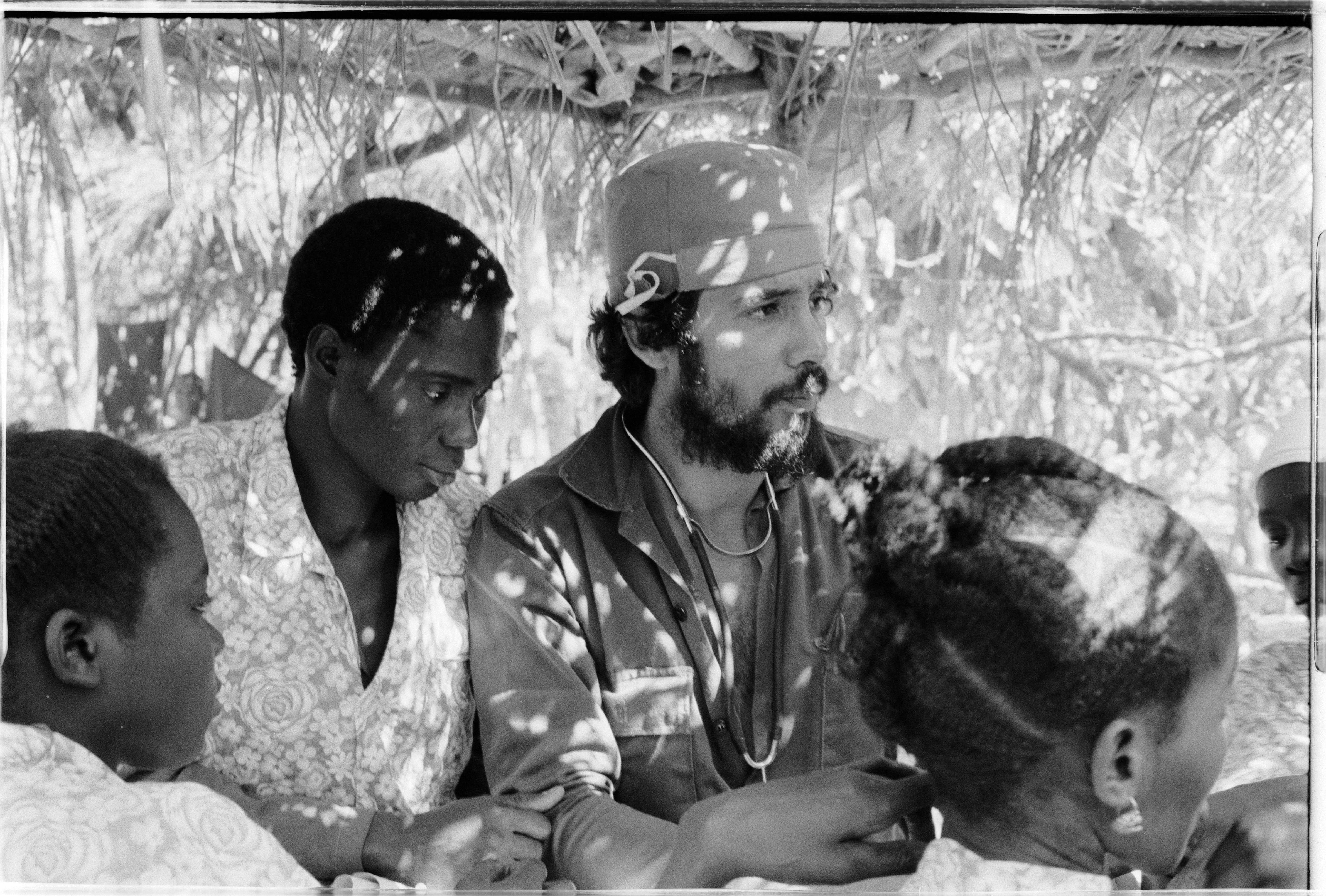
طبيب كوبي في غينيا بيساو، 1974.

أرسلت كوبا لواء طوارئ إلى تشيلي للمساعدة في التعافي من آثار زلزال فالديفيا في 1960. بدأ البرنامج رسمياً في 1963 كجزء من السياسة الخارجية الكوبية لدعم النضال ضد الاستعمار. بدأ الأمر عندما أرسلت كوبا لواء طبياً صغيراً إلى الجزائر، التي عانت من الانسحاب الجماعي للعاملين الطبيين الفرنسيين خلال ثورة التحرير الجزائرية. كما نُقل بعض الجنود الجرحى وأيتام الحرب إلى كوبا لتلقي العلاج. تمكنت كوبا من وضع هذا البرنامج موضع التنفيذ على الرغم من فرار نصف أطباء البلاد البالغ عددهم 6,000 طبيب بعد الثورة الكوبية. عمل الأطباء الكوبيون جنباً إلى جنب مع المدفعية الكوبية في غينيا بيساو خلال حرب الاستقلال ضد البرتغال بين عامي 1966 و1974. تواجدت أكبر حملة خارجية لكوبا في أنغولا، فبعد عامين من بدء الحملة، لم يعد هناك سوى مقاطعة أنغولية واحدة فقط من أصل ستة عشر مقاطعة في 1977، خالية من الفنيين الصحيين الكوبيين. كما أقامت كوبا أيضاً علاقة قوية مع نيكاراجوا بعد 1979.

### العمل الإنساني
لعبت الأهداف الإنسانية أيضاً دوراً في برنامج كوبا الطبي في الخارج، بالإضافة إلى النزعة الدولية التي كانت مدفوعة بأهداف السياسة الخارجية، حيث أنها أرسلت فرق طبية إلى بلدان يحكمها أعداء أيديولوجيون. على سبيل المثال، أرسلت كوبا فرق مساعدة طارئة إلى تشيلي ونيكاراغوا وإيران في أعقاب الزلازل في أعوام 1960 و1972 و1990. وعلى نحو مماثل، نشأ برنامج مهمة باريو أدينترو [الإنجليزية] في فنزويلا من المساعدة الطارئة التي قدمها الأطباء الكوبيون في أعقاب الانهيارات الطينية في ديسمبر 1999 في ولاية فارغاس، والتي قتلت 20 ألف شخص.
أُرسلت البعثات الطبية الكوبية إلى هندوراس وغواتيمالا وهايتي في أعقاب إعصار ميتش وإعصار جورجس [الإنجليزية] في 1998، وظلت هناك بصفة شبه دائمة. وسعت كوبا تعاونها الدولي في مجال الصحة بدرجة كبيرة منذ 1998 فصاعداً. ارتفع عدد الأطباء الكوبيين العاملين في الخارج من حوالي 5,000 في 2003 إلى أكثر من 25,000 في 2005.
كان للعاملين في المجال الطبي تأثير كبير في هندوراس: «فقد انخفضت معدلات وفيات الرضع من 30.8 إلى 10.1 لكل 1000 ولادة حية ومعدلات وفيات الأمهات من 48.1 إلى 22.4 لكل 1,000 ولادة حية بين عامي 1998 و2003 في المناطق التي خدموا بها.» ومع ذلك، وكما أشارت إحدى الأوراق الأكاديمية، «فإن فكرة قيام دولة بإنقاذ الأرواح وتحسين الحالة الإنسانية غريبة على فن الحكم التقليدي وبالتالي تُستبعد كمبرر للنهج الكوبي.» حصل 1,700 من العاملين في المجال الطبي في غواتيمالا على وسام كيتزال، أعلى وسام في البلاد في 2004. حاولت هندوراس طرد البعثة الكوبية في 2005، بحجة أنها تهدد الوظائف في الدولة، لكن النقابات العمالية والمنظمات المجتمعية تصدت للأمر بنجاح.
أرسلت كوبا مساعدات طبية إلى باندا آتشيه وسريلانكا في أعقاب تسونامي آسيا 2004. استعدت كوبا لإرسال 1,500 طبيب إلى نيو أورلينز في استجابة لإعصار كاترينا، لكن عرضها رُفض. وبعد عدة أشهر، أُرسلت بعثة إلى باكستان في أعقاب زلزال كشمير 2005. وفي النهاية، أرسلت كوبا «أكثر من 2,500 خبير في الاستجابة للكوارث، وجراح، وأطباء أسرة، وغيرهم من العاملين في مجال الصحة»، الذين بقوا طوال فصل الشتاء لأكثر من 6 أشهر. ساعدت كوبا خلال الأزمة الطبية في هايتي بعد زلزال هايتي 2010. وأفادت التقارير أن جميع العاملين في المجال الطبي والتعليمي الكوبيين البالغ عددهم 152 في العاصمة الهايتية بورت أو برنس وقت وقوع الزلزال كانوا في أمان، مع إصابة اثنين منهم بجروح طفيفة. أرسلت كوبا 103 ممرضة و62 طبيباً للمساعدة في مكافحة وباء فيروس الإيبولا في غرب إفريقيا في 2014، وهي أكبر مساهمة لموظفي الرعاية الصحية من قبل أي دولة بمفردها.
أرسلت كوبا 57 لواءً من المتخصصين الطبيين إلى الخارج في العام الأول لجائحة كوفيد-19. عالج هؤلاء المتخصصون 1.26 مليون مريض بالفيروس في 40 دولة. أُرسل فريق طبي كوبي يتألف من أكثر من 50 فرداً طبياً إلى إيطاليا بناءً على طلب المنطقة الأكثر تضرراً لومباردي. كما ساعدت الفرق الطبية الكوبية في أندورا وأمريكا اللاتينية والكاريبي وإفريقيا وآسيا والشرق الأوسط.
وقد طُلب من الأطباء الكوبيين، الذين اعتادوا العمل في ظل ظروف محدودة الموارد، المساعدة في الاستجابة للجائحة في الخارج. وعلى الرغم من الطلب الدولي على هؤلاء المهنيين، هناك مخاوف بشأن ظروف العمل وتوزيع رواتبهم عند عملهم في الخارج، حيث تحتفظ الحكومة الكوبية بجزء كبير منهم. وكشفت التقارير التي ظهرت في أوائل 2022 أن الأطباء الذين يسافرون إلى الخارج نيابة عن الحكومة الكوبية، غالباً ما يقومون بذلك ضد إرادتهم ودون تعويض مالي مماثل للأطباء من دول أخرى. ووجد تقرير آخر أن ما يقرب من 7,000-8,000 طبيب منذ 2006 اختبأوا أو فشلوا في العودة إلى كوبا بعد أن ذهبوا إلى الخارج كجزء من إرسالهم من الحكومة الكوبية «كمتطوعين» لتقديم الرعاية الصحية للمواطنين الأجانب دون أجر. وبينما يُرسل الأطباء الكوبيين إلى الخارج للمساعدة في البعثات الطبية، فإنه على الصعيد المحلي، وعلى الرغم من زيادة الأجور في قطاع الصحة في السنوات الأخيرة، فإنها لا تزال تعتبر منخفضة مقارنة بأسعار السلع الأساسية في كوبا.

### أوقيانوسيا
بدأت كوبا في إقامة أو تعزيز العلاقات مع دول جزر المحيط الهادئ، وتقديم المساعدات الطبية لتلك الدول في العقد الأول من القرن الحادي والعشرين. تضمنت المساعدات الطبية التي قدمتها كوبا لدول المحيط الهادئ إرسال أطبائها إلى أوقيانوسيا، وتوفير المنح الدراسية لطلاب المحيط الهادئ لدراسة الطب في كوبا على نفقة كوبا.
تواجد ستة عشر طبيباً كوبياً لتقديم رعاية طبية متخصصة في كيريباتي في 2007، وكان من المقرر أن ينضم إليهم ستة عشر طبيباً إضافياً. كما عرضت كوبا تدريباً لأطباء كيريباتي. يُقال إن الأطباء الكوبيين قدموا تحسناً كبيراً في مجال الرعاية الطبية في كيريباتي، حيث خفضوا معدل وفيات الأطفال في ذلك البلد بنسبة 80%، وكسبوا قلوب الناس وعقولهم في المحيط الهادئ. واستجابةً لذلك، بدأت جزر سليمان في تجنيد الأطباء الكوبيين في يوليو 2007، بينما فكرت بابوا غينيا الجديدة وفيجي في اتباع نفس النهج.
كان من المقرر أن ترسل كوبا أطباء إلى جزر سليمان وفانواتو وتوفالو وناورو وبابوا غينيا الجديدة في 2008، في حين كان يدرس سبعة عشر طالب طب من فانواتو في كوبا. وورد حينها أنها قد تقدم أيضاً تدريباً لأطباء فيجي.
خدم خمسة عشر طبيباً كوبياً في كيريباتي اعتباراً من سبتمبر 2008، بينما كان يدرس أربعة وستون طالباً من المحيط الهادئ الطب في كوبا، وكانت السلطات الكوبية تقدم «ما يصل إلى 400 منحة دراسية للشباب في تلك المنطقة». ومن بين الطلاب الأربعة والستين؛ كان هناك خمسة وعشرون من جزر سليمان، وعشرون من كيريباتي، واثنان من ناورو وسبعة عشر من فانواتو. يدرس سكان جزر المحيط الهادئ في كوبا منذ 2006.
ذكرت وكالة برينسا لاتينا في يونيو 2009، أن الأطباء الكوبيين «افتتحوا سلسلة من الخدمات الصحية الجديدة في توفالو». كان طبيب كوبي يعمل في توفالو منذ أكتوبر 2008، وطبيبان آخران منذ فبراير 2009. وورد أنهم «عالجوا 3,496 مريضاً، وأنقذوا حياة 53»، وأنهم «افتتحوا خدمات الموجات فوق الصوتية والإجهاض، فضلاً عن الاستشارات المتخصصة في ارتفاع ضغط الدم والسكري والأمراض المزمنة لدى الأطفال». كما زاروا جميع جزر البلاد، وكانوا يدربون الموظفين المحليين على «الرعاية الصحية الأولية، وكيفية التعامل مع المرضى المصابين بأمراض خطيرة، من بين مواضيع أخرى».

### فنزويلا
تمثل فنزويلا موقعاً لأكبر وأوسع جهود المساعدة الطبية التي تبذلها كوبا. وقد نشأ هذا البرنامج من المساعدات الطارئة التي قدمها الأطباء الكوبيون في أعقاب الانهيارات الطينية التي حدثت في ديسمبر 1999 في ولاية فارغاس،(ص.131) والتي قتلت 20 ألف شخص. وفي إطار هذا الجهد الثنائي، المعروف أيضاً باسم برنامج «النفط مقابل الأطباء»، قدمت كوبا لفنزويلا 31 ألف طبيب وطبيب أسنان كوبي ووفرت التدريب لنحو 40 ألف فرد من العاملين الطبيين الفنزويليين. وفي المقابل، قدمت فنزويلا لكوبا 100 ألف برميل من النفط يومياً. واستناداً إلى أسعار فبراير 2010، بلغت قيمة النفط 7.5 مليون دولار يومياً، أو ما يقرب من 3 مليارات دولار سنوياً.
تأسس برنامج مهمة ميلاغرو في أعقاب تطوير التعاون مع فنزويلا عبر مهمة باريو أدينترو، لتقديم خدمات طب العيون للمرضى الكوبيين والفنزويليين وأميركا اللاتينية، سواء في كوبا أو في بلدان أخرى. أجرت كوبا أكثر من 750,000 عملية جراحية للعين، دون أي تكلفة، بما في ذلك 113,000 عملية جراحية لمواطنيها اعتباراً من أغسطس 2007. واصلت كوبا تنمية البرنامج وبحلول 2017 أنشأت 69 عيادة ضمن مهمة ميلاغرو في 15 دولة. وتلقى أكثر من 4 ملايين شخص في 34 دولة جراحة مجانية من خلال البرنامج بحلول 2019.
ذكرت صحيفة ميامي هيرالد في 2017، أن مجموعات من العاملين في مجال الرعاية الصحية الكوبيين الذين انشقوا عن البرنامج صرحوا أنهم غالباً ما يشعرون بالضغط لتزوير الأوراق والتخلص من الأدوية، نتيجة الحصص اليومية للمرضى، لأن عمليات التدقيق المنتظمة لإمداداتهم تعني أنهم بحاجة إليها لتتناسب مع عدد مرضاهم. وإذا لم يلبي العاملون الطبيون الكوبيون حصصهم، فقد يتعرضوا للتهديد بخفض رواتبهم أو إعادتهم إلى كوبا.

### بلدان أخرى
قدمت كوبا رعاية طويلة الأجل لنحو 24,000 من ضحايا كارثة تشيرنوبيل منذ 1990،(ص.277) «عرضت العلاج لتساقط الشعر واضطرابات الجلد والسرطان وسرطان الدم وأمراض أخرى تعزى إلى النشاط الإشعاعي»، مجاناً.(ص.277)
أرسلت كوبا أيضاً بعثات بارزة إلى بوليفيا (خاصة بعد انتخاب إيفو مورالس في 2005) وجنوب إفريقيا، والأخيرة على وجه الخصوص بعد هجرة الأدمغة من الأطباء البيض بعد حل نظام الفصل العنصري. شهدت اتفاقية التعاون مع جنوب إفريقيا منذ 1995 عمل مئات الأطباء الكوبيين في جنوب إفريقيا، مع إرسال جنوب إفريقيا طلاب الطب إلى كوبا للدراسة. وقعت الحكومتان اتفاقية أخرى في 2012، مما أدى إلى زيادة الأعداد على كلا الجانبين. وبموجب الاتفاق، يمكن لجنوب أفريقيا إرسال 1,000 طالب إلى كوبا للتدريب، وهو ما اعتقدت جنوب أفريقيا أنه سيساعد في تدريب الأطباء الذين تحتاجهم بشدة لتنفيذ نظام التأمين الصحي الوطني. لم يتبق في تيمور الشرقية التي يبلغ عدد سكانها مليون نسمة سوى 35 طبيباً و75% من سكانها نازحين، بعد أعمال العنف التي اندلعت في البلاد في 1999. ثم ارتفع العدد لاحقاً إلى 79 طبيباً بحلول 2004، وأرسلت كوبا 182 طبيباً وفنياً إضافياً.
«شاركت كوبا في إنشاء تسع كليات طبية في اليمن وغيانا وإثيوبيا وغينيا بيساو وأوغندا وغانا وغامبيا وغينيا الاستوائية وهايتي من 1963 إلى 2004.»
أرسلت كوبا 171 طبيباً في 2023، لمساعدة المستشفيات الإيطالية في منطقة كالابريا الفقيرة، والتي تعاني من نقص حاد في الموظفين.

### الرواتب
تهدف البعثات الطبية الكوبية في الخارج إلى تقديم الخدمات بتكلفة منخفضة للبلد المضيف. «لا تُفرض رسوم على المرضى مقابل الخدمات، ومن المتوقع أن تغطي البلدان المنتفعة فقط تكلفة السكن الجماعي، وأجرة الطيران، والطعام والإمدادات المحدودة التي لا تتجاوز 200 دولار شهرياً. بينما الأطباء الكوبيون في الخارج، يستمرون في تلقي رواتبهم بالإضافة إلى راتب بالعملة الأجنبية.» بلغ أجر الأطباء الكوبيين في الخارج 183 دولاراً شهرياً في 2008، بينما كان أجر الأطباء العاملين محلياً 23 دولاراً شهرياً.
ومع ذلك، تولد قلق في جنوب إفريقيا إبان جائحة كوفيد-19، بشأن الرواتب المرتفعة نسبياً التي يجب دفعها للمساعدة الطبية الكوبية حتى مع بقاء العديد من الأطباء والممرضات في جنوب إفريقيا عاطلين عن العمل.

## مدرسة الطب الأمريكية اللاتينية
أنشأت كوبا، نتيجةً لإعصار ميتش في 1998، مدرسة الطب اللاتينية الأمريكية (بالإسبانية:
Escuela Latinoamericana de Medicina - ELAM) خارج هافانا، والتي كانت قاعدة بحرية سابقة. وهي تقبل حوالي 1,500 طالب سنوياً. تشكل المدرسة جزءاً من مجموعة من مبادرات التعليم والتدريب الطبي؛ «يُعلم الكوبيون حالياً، بمساعدة فنزويلا، المزيد من الأطباء، حوالي 70,000 في المجموع، أكثر من جميع كليات الطب في الولايات المتحدة، والتي تضم عادةً ما بين 64,000 إلى 68,000 طالب مسجل في برامجها». تختار المدرسة الطلاب من خلفية الطبقة العاملة الذين لن يتمكنوا من تحمل تكاليف الجامعة أيضاً.(ص.279)

## التأثيرات على كوبا

### الفوائد
كانت العوامل الإنسانية والأيديولوجية بارزة في «دبلوماسية الأطباء» الكوبية، خاصةً إبان الحرب الباردة. وبعد ذلك، نُظر إلى استمرارها كوسيلة حيوية لتعزيز صورة كوبا في الخارج ومنع العزلة الدولية. كانت البعثات الصحية الكوبية في هندوراس «بلا شك عاملاً حاسماً» في إعادة العلاقات الدبلوماسية بين البلدين في 2002؛ أعادت غواتيمالا العلاقات الدبلوماسية مع كوبا في 1998.
كما اقترح البعض أن النزعة الطبية الدولية الكوبية تعزز صادرات التكنولوجيا الطبية الكوبية، وقد تكون مصدراً للعملة الصعبة. ومع ذلك، فإن استهداف البلدان الفقيرة يقلل من إمكانات العملة الصعبة للبعثات في الخارج. بلغت أرباح كوبا من الخدمات الطبية في 2006، بما في ذلك تصدير الأطباء، 2312 مليون دولاراً أمريكياً - 28% من إجمالي إيرادات التصدير ومدفوعات رأس المال الصافية. تجاوز هذا الأرباح من صادرات النيكل والكوبالت ومن السياحة. وقد تحققت هذه المكاسب على الرغم من حقيقة أن جزءاً كبيراً من التعاون الطبي الدولي في كوبا منذ 1998 كان منظماً في إطار «برنامج الصحة المتكامل» (Programa Integral de Salud, PIS)؛ وهذا البرنامج التعاوني مجاني للبلد المتلقي. ويوفر تعاون كوبا مع فنزويلا لكوبا نفطاً رخيصاً في مقابل دعمها الطبي لمهمة باريو أدينترو. وذكرت بلومبرغ في مارس 2014 أن وسائل الإعلام التي تسيطر عليها الدولة الكوبية توقعت إيرادات قدرها 8.2 مليار دولار في ذلك العام من البرنامج.
وقد قيل أيضاً إن البرنامج، وخاصة في الثمانينيات والتسعينيات، «أدى وظيفة حاسمة في تعزيز الوعي الاشتراكي» داخل كوبا.

### التكاليف
على الرغم من أن برامج التدريب الطبي واسعة النطاق في كوبا ونسب الأطباء إلى المرضى المرتفعة تمنحها الكثير من الحرية، فإن توسع دبلوماسية الأطباء منذ 2004، وخاصة مع برنامج باريو أدينترو، كان هائلاً: فقد قفز عدد الأطباء الكوبيين العاملين في الخارج من حوالي 5,000 في 2003 إلى أكثر من 25,000 في 2005. وكان لهذا بعض التأثير على النظام الصحي المحلي، على سبيل المثال كانت هناك أوقات انتظار متزايدة، وخاصة فيما يتعلق بأطباء الأسرة. ارتفع عدد المرضى لكل طبيب من 139 إلى 179. أعلنت كوبا في مارس 2008 عن إعادة تنظيم برنامج طبيب الأسرة المحلي لتحقيق قدر أكبر من الكفاءة.

### التأثيرات المحتملة لرفع الحظر الأمريكي
حذرت مقالة نشرتها لوري غاريت في مجلة الشؤون الخارجية في 2010 من أن رفع القيود التجارية والسفرية التي تفرضها الولايات المتحدة على كوبا قد يؤدي إلى عواقب وخيمة على نظام الرعاية الصحية في كوبا، مما يؤدي إلى هجرة الآلاف من المتخصصين الكوبيين المدربين تدريباً عالياً في مجال الرعاية الصحية. كما يمكن للشركات الأمريكية أن تحول نظام الرعاية الصحية المتبقي إلى وجهة للسياحة العلاجية. وخلصت غاريت إلى أنه إذا لم يولي الساسة عناية كبيرة، فإن رفع القيود من شأنه أن يحرم كوبا من أعظم انتصاراتها.

## تقارير عن العبودية والإكراه السياسي
تحتفظ الحكومة الكوبية بما بين 70 و90% من رواتب الأطباء الإضافية التي تدفعها الدولة المضيفة، ويعاقب أولئك الذين يخالفون المهمة لمدة 8 سنوات، دون السماح لهم بالعودة إلى كوبا، وفقاً لمجلة إيه دي إن كوبا.
رفض ستة عشر طبيباً كوبياً من مهمة باريو أدينترو في فنزويلا الأدوية والعلاجات الأخرى من أجل تأمين الأصوات للحزب الاشتراكي الموحد الفنزويلي خلال الانتخابات بالإكراه وفقاً لمقال نشرته صحيفة نيويورك تايمز في 2019. وذكر التقرير أن هذا حدث خلال الانتخابات الرئاسية الفنزويلية 2018 التي فاز فيها نيكولاس مادورو بإعادة انتخابه. كان من المقرر توجيه الأطباء الكوبيين للذهاب من منزل لآخر وتحذير السكان من قطع العلاجات الطبية إذا لم يصوتوا لمادورو. كما طُلب منهم تسجيل الأشخاص في بطاقة الوطن التابعة للحكومة الفنزويلية، لتأمين الخدمات الطبية، ورفض العلاج لأولئك الذين لم يتقدموا بطلب للحصول عليها. أفاد بعض الأطباء أنهم قدموا بطاقات هوية مزورة للمرضى حتى يتمكنوا من التصويت. وبحسب أربعة أطباء، أنشأت إدارة مادورو مراكز قيادة انتخابية بجوار العيادات التي يقودها أعضاء الحزب الاشتراكي الفنزويلي الموحد لإرسال الأطباء للضغط على السكان.
«تفرض الحكومة الكوبية قواعد صارمة على الأطباء المنتشرين في البعثات الطبية على مستوى العالم، وهو ما ينتهك حقوقهم الأساسية»، وفقاً لمنظمة هيومن رايتس ووتش..

## انشقاق المهنيين الطبيين الكوبيين
ندد طبيبان كوبيان يعملان في زيمبابوي بالحكومة الكوبية في صيف 2000، وأعلنا عن نيتهما في الانشقاق إلى كندا. وبعد تقديم طلباتهما، تعينا في مخيم للاجئين الزيمبابويين بالقرب من هراري. غادر الطبيبان المخيم بعد تسعة أيام، دون أن يدركا أن هذا غير قانوني بموجب القانون الزيمبابوي. ألقت الشرطة الزيمبابوية القبض على الطبيبين واقتادتهما إلى مطار أوليفر ريجنالد تامبو في جنوب إفريقيا لترحيلهم إلى كوبا. أعطى الطبيبان مذكرة لمضيفي الرحلة تفيد بأنهما يتعرضان للاختطاف، مما دفع السلطات في جنوب إفريقيا إلى مطالبة الطبيبان والشرطة بالعودة إلى زيمبابوي. سُجن كلاهما لفترة وجيزة عند عودتهما إلى هراري ولكن سُمح لهما بمواصلة عملية تقديم طلبات اللجوء. وفرّا إلى السويد في يوليو وحصلا في النهاية على اللجوء في الولايات المتحدة. لفتت القضية انتباه الصحافة الدولية وانتقدت مفوضية الأمم المتحدة لشؤون اللاجئين زيمبابوي لانتهاك حقوق الطبيبين كلاجئين. صرح متحدث باسم الحكومة الكوبية بأن كوبا لم تكن متورطة في محاولة الترحيل وليس لديها «سلطة لترحيل الأشخاص من بلد ونقلهم إلى بلد آخر».
وفقاً لورقة بحثية نُشرت في 2007 في مجلة ذا لانسيت الطبية، فإن «أعداداً متزايدة من الأطباء الكوبيين الذين أُرسلوا للعمل بالخارج يفرون إلى الولايات المتحدة»، وبعضهم عبر كولومبيا، حيث يسعون للحصول على اللجوء المؤقت. طلب ما لا يقل عن 38 طبيباً اللجوء في السفارة الأمريكية في بوغوتا بعد رفض الحكومة الكولومبية طلبهم في فبراير 2007. قال الأطباء الكوبيون المنشقون إنهم كانوا تحت مراقبة «حراس» وخضعوا لحظر التجول.

### برنامج الإفراج المشروط للمهنيين الطبيين الكوبيين
أنشأت الولايات المتحدة في فترة جورج دبليو بوش برنامج الإفراج المشروط عن المهنيين الطبيين الكوبيين في أغسطس 2006، والذي استهدف على الخصوص العاملين الطبيين الكوبيين وشجعهم على الانشقاق أثناء العمل خارج كوبا. دخل أكثر من 1,000 إلى الولايات المتحدة بموجب البرنامج بحلول أكتوبر 2007، من بين ما يقدر بنحو 40,000 من العاملين الطبيين المؤهلين، وفقاً لرئيس أركان النائب الأمريكي لينكولن دياز بالارت. دخل أكثر من 7,000 شخص البرنامج بحلول 2017. لم تكن التأشيرة السريعة الموعودة متوفرة دائماً، حيث كان على مقدم الطلب على الأقل الانتظار لمدة عام للحصول على تأشيرته؛ على الرغم من أن حكومة الولايات المتحدة رفضت حفنة فقط من مئات الطلبات للحصول على تأشيرات، وفقاً لخوليو سيزار ألفونسو من منظمة المنشقين الكوبيين «خارج الحي». وصف منتقدو البرنامج الأمريكي بأنه «غير أخلاقي» لأنه يأخذ المهنيين الطبيين من أفقر دول العالم إلى واحدة من أغنى دول العالم. أعلن الرئيس أوباما نهاية البرنامج في 12 يناير 2017، قائلاً إن كوبا والولايات المتحدة تعملان على «مكافحة الأمراض التي تعرض صحة وحياة شعبنا للخطر. وعبر تقديم معاملة تفضيلية للعاملين الطبيين الكوبيين، يتناقض برنامج الإفراج الطبي مع تلك الجهود، ويخاطر بإلحاق الضرر بالشعب الكوبي».